# Paul Magnette
Paul Magnette (Lovanio, 28 giugno 1971) è un politico e politologo belga, presidente del Partito socialista, Ministro-Presidente della Vallonia (2014-2017) e attuale sindaco di Charleroi.

## Biografia
Nato il 28 giugno 1971 a Lovanio, cresce a Charleroi e studia scienze politiche all’Università Libera di Bruxelles (1989-1994) e all'Università di Cambridge (1994-1995). Ricercatore presso il FNRS (Fondo Nazionale di Ricerca Scientifica) (1995-2001), sostiene una tesi di dottorato sulla cittadinanza europea. Nel 2001 è nominato professore di scienze politiche all'Università Libera di Bruxelles e direttore dell'Istituto di Studi Europei. Insegna anche all'Istituto di Studi Politici di Parigi ed è invitato in molte università europee e nordamericane. È autore di numerose pubblicazioni e ha ricevuto diversi riconoscimenti scientifici. È inoltre membro della Accademia Reale del Belgio.
Appare sulla scena politica dopo le elezioni legislative del 2007, risolvendo la crisi all'interno dell'esecutivo comunale di Charleroi. Diventa in seguito Ministro regionale della Salute, poi Ministro federale per il Clima e l'Energia e in seguito Ministro federale per le Imprese Pubbliche, la Politica Scientifica e la Cooperazione allo Sviluppo.
È eletto sindaco di Charleroi alle elezioni dell'ottobre 2012 e tre mesi dopo viene nominato presidente del Partito socialista. Dopo le elezioni regionali del 2014 è eletto Ministro-Presidente del governo vallone. Si distingue in particolare per l’opposizione all'accordo di libero scambio CETA.
Ribaltato da una mozione di sfiducia nel 2017, riacquista le sue piene funzioni di sindaco dopo la rielezione nell'ottobre 2018. Nell'ottobre 2019 riottiene la presidenza del Partito socialista. È incaricato dal Re (nell’ambito della procedura di formazione del governo federale) di una missione di informatore, poi pre-formatore (con Bart De Wever) e co-formatore (con Alexander De Croo) e contribuisce così alla formazione del governo federale entrato in funzione nell'ottobre 2020.

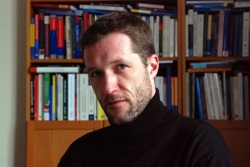
Paul Magnette nel 2007.

### Origini familiari e gioventù
I suoi genitori si sono conosciuti a Lovanio durante gli studi, poi si sono trasferiti a Charleroi, nel quartiere popolare e multiculturale di Marchienne-au-Pont. Sua madre, avvocato, è sempre stata molto impegnata nel sociale. Suo padre, medico, ha creato le prime “maisons médicales” (centri medici pluridisciplinari di prima linea). Suo padre è morto prematuramente all'età di 39 anni a causa di una malattia. Paul Magnette aveva solo 17 anni all'epoca ed era il maggiore di due fratelli e una sorella.
Il suo primo impegno politico è stato la partecipazione nel 1985 alla campagna “Touche pas à mon pote” dell’associazione francese SOS Racisme.
Ha esitato a intraprendere degli studi di giornalismo, prima di intraprendere gli studi di scienze politiche.
Al termine degli studi ha dedicato la sua tesi, pubblicata nel 1995, al poeta Pier Paolo Pasolini.

## Carriera accademica
Dopo aver scritto una tesi in scienze politiche sulla cittadinanza europea su mandato del FNRS, è professore invitato presso l'IEP di Parigi nel 1999. Durante l'anno accademico 2000-2001, diventa professore associato di scienze politiche all'ULB ed è professore invitato presso l’IEP di Bordeaux. Dall'anno accademico 2001-2002 Paul Magnette è professore di scienze politiche all'ULB. È direttore dell'Istituto per gli studi europei dell'ULB dal 2001 al 2007. È anche professore invitato presso la Scuola Superiore Sant’Anna di Pisa nel 2002, presso l'Università di Losanna nel 2005 e presso l'Istituto universitario europeo di Firenze nello stesso anno. Nel 2003 è stato insignito della cattedra Jean Monnet ad personam. Dal 2013 è membro dell'Accademia reale del Belgio.
Esperto del processo di costituzionalizzazione dell'Unione Europea e delle teorie della democrazia, lavora anche sul sistema politico belga.
Paul Magnette è autore e coautore di una trentina di libri e un centinaio di articoli scientifici, in particolare in collaborazione con Olivier Costa, Renaud Dehousse, Justine Lacroix e Kalypso Nicolaïdis. È stato invitato a presentare comunicazioni scientifiche e conferenze accademiche in una cinquantina di università.
Ha anche scritto per diversi anni una rubrica sui giornali Le Matin, De Morgen e De Standaard.

## Carriera politica

### Carriera politica federale
Dopo le elezioni legislative del 10 giugno 2007, Elio Di Rupo, l’allora presidente del Partito socialista vallone, gli chiede di svolgere un ruolo di mediazione nella città di Charleroi, nella quale numerosi membri del Consiglio comunale sono posti sotto accusa. Paul Magnette ottiene le dimissioni degli accusati e un nuovo accordo di maggioranza. Poche settimane dopo diventa Ministro della Salute, dell'Azione Sociale e delle Pari Opportunità per la Regione Vallona.
Cinque mesi dopo, il 21 dicembre 2007, Paul Magnette è nominato Ministro federale per il Clima e l'Energia, che include lo Sviluppo Sostenibile e l'Ambiente nelle sue attribuzioni, all'interno del governo Verhofstadt III e successivamente del governo Leterme I. Grazie a questa competenza di livello federale, Paul Magnette ristabilisce l'equilibrio di potere tra lo Stato e la multinazionale Electrabel nella battaglia per la “rendita nucleare”: dopo un lungo braccio di ferro ottiene un contributo al bilancio federale dei produttori di elettricità nucleare, per compensare l’ammortamento accelerato delle centrali nucleari. Contestato dai produttori di energia nucleare, questo contributo sarà convalidato dalla Corte costituzionale, dopo tre anni di scontri legali, dando la vittoria al Ministro dell'Energia. Questo contributo ha permesso da una parte di finanziare grandi investimenti nell'eolico offshore, e dall’altra un'ampia politica energetica sociale. 
Promotore della “Primavera dell'Ambiente”, incoraggia le diverse regioni a coordinare le loro politiche ambientali e a lottare più efficacemente contro il riscaldamento globale. Parla a nome del Belgio alla Conferenza di Copenaghen, dove sostiene energicamente obiettivi ambiziosi per combattere il riscaldamento globale. Presiedendo il Consiglio dei Ministri dell'Energia e del Clima dell'Unione Europea durante la Presidenza belga nel 2010, chiede in particolare che l'Unione Europea si impegni a raggiungere il 100% di energie rinnovabili entro il 2050. Avvia in questo senso una collaborazione tra nove paesi, mirata a creare il più grande parco eolico offshore del mondo. Durante le elezioni legislative federali del 13 giugno 2010 è capolista del Partito socialista al Senato, che registra in quella occasione un aumento di tre punti percentuali e due eletti supplementari. Il risultato elettorale di Paul Magnette è di 264.167 voti, diventando uno dei politici più votati in Belgio e l'uomo dell'anno secondo la rivista Le Vif.
Dopo un lungo periodo di crisi politica, il 6 dicembre 2011 viene istituito il governo federale di Elio Di Rupo. Paul Magnette diventa Ministro federale delle Imprese Pubbliche, delle Politiche scientifiche e della Cooperazione allo sviluppo. In questo ruolo otterrà in particolare una limitazione degli stipendi degli amministratori delle imprese pubbliche, con l’obiettivo rimettere l'etica al centro dell'economia.

### Sindaco di Charleroi

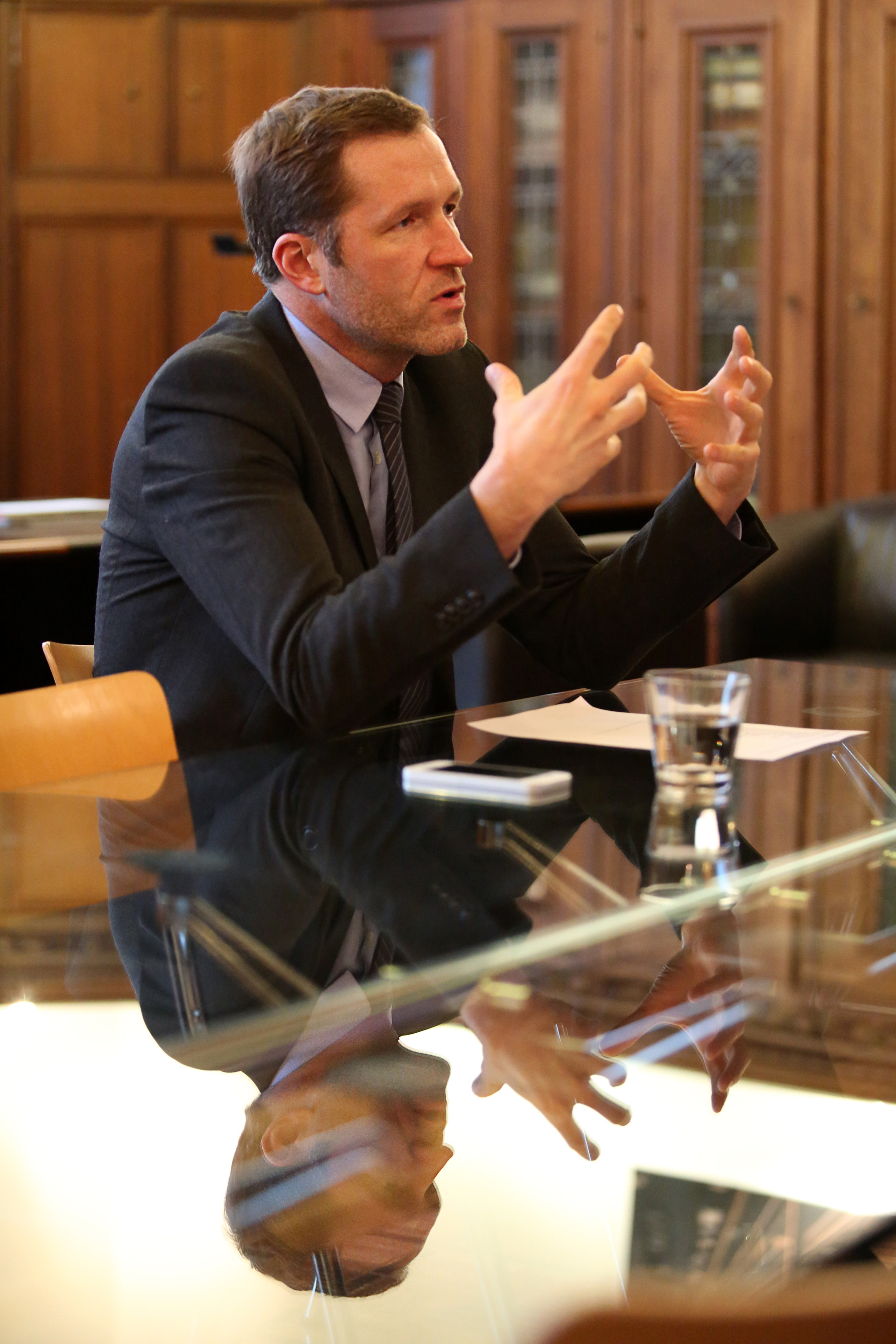
Paul Magnette nel 2013.

Si candida alle elezioni comunali del 14 ottobre 2012 come capolista del Partito Socialista a Charleroi, ottenendo la maggioranza assoluta (30 seggi su 51).  Viene eletto sindaco con oltre 24.000 voti nominativi. Sarà rieletto per un secondo mandato nell'ottobre 2018.
Presenta un progetto per la città incentrato sulla ridinamizzazione dei centri storici urbani, la mobilità sostenibile, il sostegno alla cultura come leva per la ridinamizzazione e il rafforzamento della presenza della natura in città. Ispirandosi alle esperienze dei sindaci socialisti di Anversa e Gand, crea il ruolo di “Architetto comunale”, il primo in Vallonia. Georgios Maïllis è nominato nel 2013 ed è riconfermato per un secondo mandato nel 2018 per realizzare una serie di progetti architettonici e urbani, nonché culturali e grafici.
Un vasto progetto di ristrutturazione del settore nord-occidentale del centro-città, denominato “Charleroi District Créatif”, è stato avviato nel giugno 2014 con il sostegno del Fondo europeo di sviluppo regionale, con l’obiettivo di sviluppare un campus di formazione per ogni età della vita.
La parte bassa della città diventerà una zona di ricomposizione urbana, creando un quartiere misto di uffici e abitazioni in un perimetro molto ampio, che includerà delle torri residenziali e la città amministrativa, contigua all'area ristrutturata intorno al centro commerciale “Rive Gauche”. Questi due progetti rendono la trasformazione di Charleroi uno dei più importanti progetti di rinnovamento urbano in Europa.

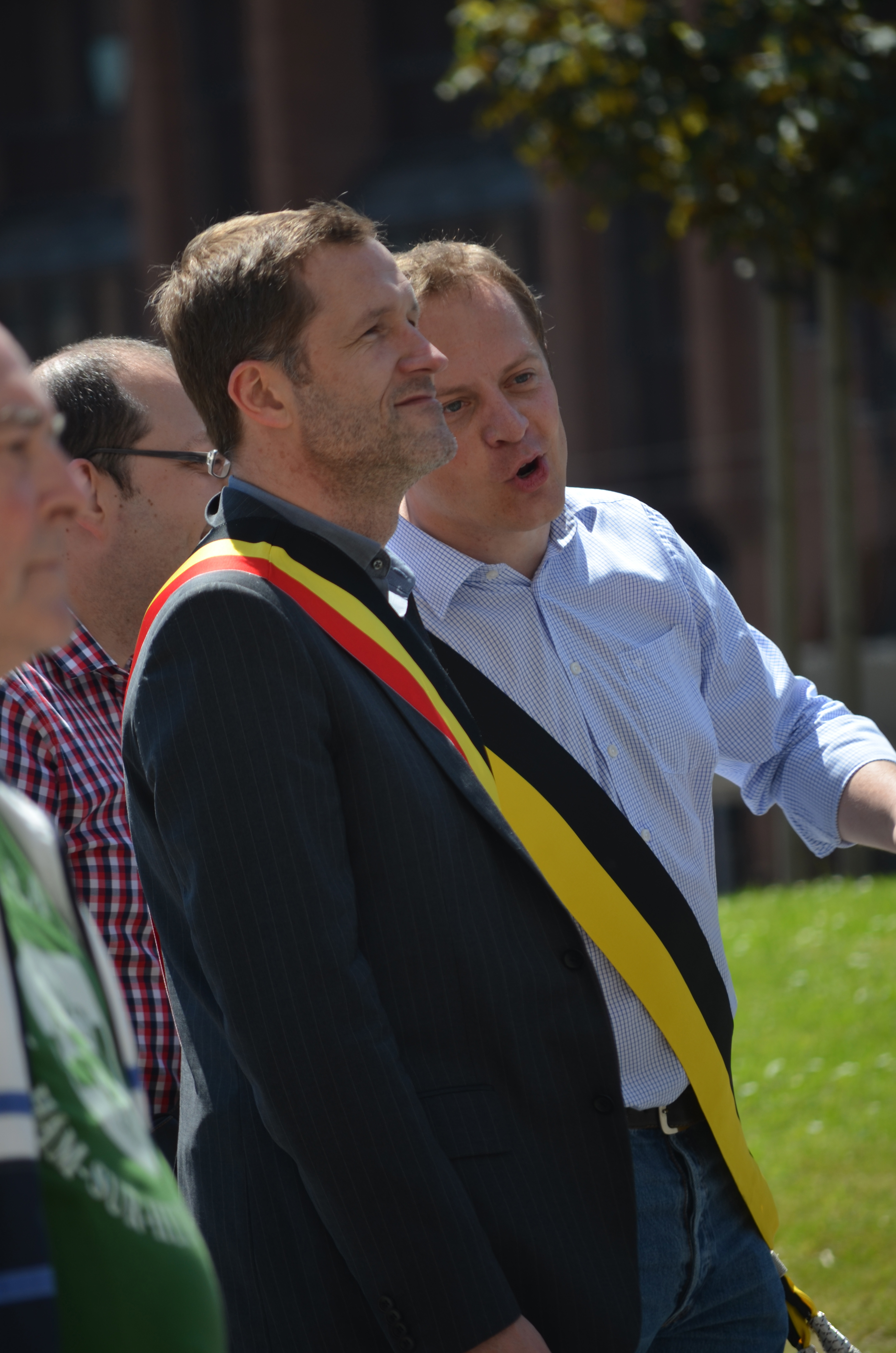
Paul Magnette nel 2015.

Nel marzo 2017, Paul Magnette presenta il piano “CATCH Catalysts for Charleroi”, coordinato da Thomas Dermine, finalizzato alla crescita dell'occupazione nella regione di Charleroi entro il 2025, e alla creazione di 10.000 posti di lavoro nel sito ristrutturato di Caterpillar a Gosselies, di cui Paul Magnette ha ottenuto la restituzione gratuita, dopo un lungo braccio di ferro con la multinazionale americana, per consentirne la riutilizzazione. Molti settori saranno sviluppati o rafforzati, come le attività aeroportuali e logistiche, l'industria creativa, il settore digitale, la salute, il Bioparco, un centro di eccellenza dedicato a diverse biotecnologie. Il rafforzamento della presenza della natura in città è l'altro progetto faro della legislatura 2018-2024, riguardante l’utilizzazione delle sponde del fiume Sambre, l'intensificazione delle aree naturali e lo sviluppo di una “cintura alimentare” nell'ambito della metropoli (un progetto di organizzazione territoriale che mira a raggiungere la sovranità alimentare e che si basa su rapporti di produzione e di distribuzione propri della filiera corta). Anche la lotta alla povertà infantile è al centro del progetto della città: Paul Magnette rende gratuiti il dopo scuola e la mensa per i bambini delle scuole materne.
La partecipazione dei cittadini è al centro della politica municipale. La città istituisce un Consiglio dei cittadini, dei Consigli di partecipazione, le “Persone di contatto” per ogni quartiere e aumenta i bilanci partecipativi. Nell'ambito delle conseguenze economiche della pandemia Covid-19, il comune decide nel giugno 2020 che ogni abitante riceverà l’equivalente di 20 euro in valuta locale, il Carol’Or. Viene distribuito un totale di 4 milioni di euro, rendendo il Carol’Or la valuta locale più utilizzata in Europa.

### Ministro-Presidente del governo vallone
Dopo le elezioni regionali del 25 maggio 2014, Paul Magnette diventa Ministro-Presidente del governo vallone.
Nell'ottobre 2016 si oppone, a nome del suo governo e dopo numerose discussioni, riflessioni e audizioni, alla firma dell'Accordo economico e commerciale globale (CETA) tra l’Unione Europea e il Canada, bloccandone il processo di ratifica e costringendo al rinvio del vertice Unione Europea-Canada durante il quale il trattato doveva essere firmato ufficialmente (il 27 ottobre 2016) con disappunto degli altri membri dell'Unione e del Canada. Il suo discorso al Parlamento vallone del 14 ottobre 2016 sarà seguito da numerosi media stranieri, soprattutto in Francia, dove sarà oggetto di un documentario sul canale Arte.
Paul Magnette è costretto a dimettersi il 28 luglio 2017, dopo un rovesciamento dell’alleanza di governo.  Sceglie di rinunciare al mandato di deputato vallone per mantenere solo l’incarico di sindaco di Charleroi al fine di rispettare i suoi impegni in materia di cumulo dei mandati. 

### Presidenza del Partito socialista
Nell'ottobre 2019, Paul Magnette, candidato unico, è eletto presidente del Partito socialista con il 95,4% dei voti espressi dai militanti. 
Il Belgio è senza un governo federale da 164 giorni quando il re Filippo affida a Paul Magnette una missione “informativa” volta a creare una coalizione di maggioranza. Quando consegna il suo rapporto finale al sovrano durante un'udienza a palazzo reale il 9 dicembre, l'informatore chiede di essere sollevato dalla sua missione, ritenendo di aver preparato il terreno con punti di convergenza e soluzioni.
Il 20 luglio 2020, Paul Magnette è incaricato da Re Filippo - insieme al presidente della Nieuw-Vlaamse Alliantie (N-VA) Bart De Wever - di “prendere le iniziative necessarie che permettano la creazione di un governo sostenuto da un'ampia maggioranza parlamentare”. Questa missione affidata ai leader del primo partito francofono e del primo partito fiammingo assomiglia a quella di un formatore ma questo termine non sarà usato esplicitamente, e avrà luogo mentre il governo non si trova in una situazione di affari correnti, il che costituisce un fatto senza precedenti. Paul Magnette si dà 50 giorni per riuscire nell’impresa, avendo come priorità la predisposizione di un piano di emergenza in caso di ripresa della pandemia Covid-19, un piano di rilancio per garantire la transizione dell'economia dopo la crisi sanitaria, il consolidamento della sicurezza sociale e un chiarimento del sistema istituzionale.
Il 25 settembre 2020, il re incarica Paul Magnette e il vice primo ministro federale di lingua olandese Alexander De Croo, di formare il nuovo governo federale, sulla base della “coalizione Vivaldi” che riunisce socialisti, democratici-cristiani (solo fiamminghi), liberali e ecologisti. La negoziazione è completata sei giorni dopo e il governo federale si insedia il 1º ottobre.

## Pubblicazioni
(organizzate cronologicamente - solo libri pubblicati o diretti)
- De l'étranger au citoyen, construire la citoyenneté européenne, De Boeck Université, collana "L'homme, l'étranger" (direzione) 1997.
- De Maastricht à Amsterdam, L’Europe et son nouveau traité, Complexe, collana Études européennes (codirezione), 1998.
- Union européenne et nationalités - Le principe de non-discrimination et ses limites, Bruylant (codirezione), 1999.
- Gouverner la Belgique - Clivages et compromis dans une société complexe, PUF, collana "Politiques d’aujourd’hui" (codirezione), 1999.
- À quoi sert le Parlement européen? - Stratégies et pouvoirs d’une assemblée transnationale, Complexe, collana "Études européennes" (codirezione), 1999.
- La citoyenneté européenne - Droits, politiques, institutions, Éditions de l’Université de Bruxelles, collana "Études européennes", 1999.
- La constitution de l'Europe, Bruxelles, Éditions de l'Université de Bruxelles, collana "Études européennes", 2000, 201 pagine, (direzione).
- Le nouveau modèle européen, Vol. I, Institutions et gouvernance, Vol. II, Politiques et relations extérieures, Bruxelles, Éditions de l'Université de Bruxelles, 2000, 174 + 242 pagine, (codirezione con Éric Remacle).
- Le souverain apprivoisé, l'Europe, L'État et la démocratie, Bruxelles, Complexe, collana "Études européennes", 2000, 250 pagine.
- La citoyenneté - Une histoire de l'idée de participation civique, prefazione di John Dunn, Bruxelles, Bruylant, 2001, 283 pagine.
- La constitution de l'Europe, Bruxelles, Éditions de l'Université de Bruxelles, collana "Études européennes", 2002, (direzione).
- The Convention on the Future of Europe, Working Towards a Constitution, Londra, Federal Trust, 2003, con Jo Shaw, Lars Hoffmann e Anna Vergès Bausili.
- Le régime politique de l’Union européenne, Paris, Presses de Sciences Po, 2006, 287 pagine.
- Contrôler l’Europe - Pouvoir et responsabilités dans l’Union européenne, Bruxelles, Éditions de l’Université de Bruxelles, collana « Études européennes», 2003, 175 pagine.
- La grande Europe, Bruxelles, Éditions de l'Université de Bruxelles, Collection de l'Institut d'études européennes, (codirezione) 2004.
- Vers un renouveau du parlementarisme? coeditato con O. Costa et E. Kerrouche, Bruxelles, Éditions de l’Université de Bruxelles, (codirezione), 2004.
- What is the European Union?, Basignstoke, Palgrave, 2005.
- Citizenship - The history of an Idea, London, ECPR Book Series, 2005.
- Au nom des peuples, le malentendu constitutionnel européen, Paris, éditions du Cerf, 2006.
- Judith Sklar : le libéralisme des opprimés, Éditions Michalon, 2006.
- Grandeur et misère de l'idée nationale, Liegi, Luc Pire, 2011.
- La Gauche ne meurt jamais, Liegi, Luc Pire, 2015.
- Pasolini ou la raison poétique suivi de Pasolini politique, Collection Essais, Éditions L’Arbre à paroles, Bruxelles, 2016.
- CETA Quand l'Europe déraille, Liegi, Luc Pire, 2017.
- Voyage à Charleroi, Liegi, Luc Pire, 2018.
- Le chant du pain, Petit traité de l'art boulanger, Photographies Jean-Pierre Gabriel, Renaissance du Livre, Waterloo, 2019.
- La vie large, manifeste écosocialiste, éditions La Découverte, 2022.